# Zeiraphera improbana
Zeiraphera improbana — вид лускокрилих комах родини листовійки (Tortricidae). Вид зустрічається у Північній Америці. Розмах крил сягає 19 мм. Гусінь живиться хвоєю модрини (Larix).